# Opponitz
Opponitz è un comune austriaco di 972 abitanti nel distretto di Amstetten, in Bassa Austria.